# Marcos Paulo Souza Ribeiro
Marcos Paulo Souza Ribeiro (* 21. März 1974) ist ein ehemaliger brasilianischer Fußballspieler.

## Karriere
Marcos begann seine Karriere 1991 beim Erstligisten Botafogo FR. 1992 wurde er mit dem Verein Vizemeister der Campeonato Brasileiro Série A. Mit dem Verein wurde er 1995 brasilianischer Meister. 1996 wechselte er zum Zweitligisten Joinville EC. Zum Saisonstart 1997 wurde er an den Grêmio FBPA nach Porto Alegre ausgeliehen und gewann im Mai den Copa do Brasil. Danach wechselte Marcos zum Criciúma EC. Am Ende der Série A 1997 stieg der Verein in die zweite Liga ab. 1999 kehrte er zu Joinville zurück. 2000 wechselte er zu EC Bahia. 2001 wechselte er zum japanischen Zweitligisten Vegalta Sendai. In der Saison 2001 wurde er mit 34 Toren Torschützenkönig. 2001 wurde er mit dem Verein Vizemeister der zweiten Liga und stieg in die erste Liga auf. Am Ende der J1 League 2003 stieg der Verein in die zweite Liga ab. 2005 kehrte er nach Brasilien zurück und unterschrieb einen Vertrag bei Joinville EC. Ende 2006 beendete er seine Karriere als Fußballspieler.

## Erfolge
Botafogo FR
- Copa Conmebol: 1993
- Brasilianischer Meister: 1995

Grêmio FBPA
- Brasilianischer Pokalsieger: 1997